# Mukaria penthimioides
Mukaria penthimioides är en insektsart som beskrevs av William Lucas Distant 1908. Mukaria penthimioides ingår i släktet Mukaria och familjen dvärgstritar. Inga underarter finns listade i Catalogue of Life.